# Nitocra divaricata
Nitocra divaricata är en kräftdjursart som beskrevs av Claude Chappuis 1923. Nitocra divaricata ingår i släktet Nitocra och familjen Ameiridae. Inga underarter finns listade i Catalogue of Life.